# Charlie Tanfield
Charlie Tanfield (Great Ayton, 17 de noviembre de 1996) es un deportista británico que compite en ciclismo en las modalidades de pista, especialista en la prueba de persecución por equipos, y ruta. Su hermano Harry también es ciclista profesional.
Participó en dos Juegos Olímpicos de Verano, obteniendo una medalla de plata en París 2024, en la prueba de persecución por equipos (junto con Ethan Hayter, Daniel Bigham y Ethan Vernon), y el séptimo lugar en Tokio 2020, en la misma prueba.
Ganó cuatro medallas en el Campeonato Mundial de Ciclismo en Pista entre los años 2018 y 2024, y siete medallas en el Campeonato Europeo de Ciclismo en Pista entre los años 2018 y 2024.

## Medallero internacional
| Juegos Olímpicos   | Juegos Olímpicos         | Juegos Olímpicos  | Juegos Olímpicos        |
| Año                | Lugar                    | Medalla           | Competición             |
| ------------------ | ------------------------ | ----------------- | ----------------------- |
| 2024               | París (Francia)          | Medalla de plata  | Persecución por equipos |
| Campeonato Mundial |                          |                   |                         |
| Año                | Lugar                    | Medalla           | Competición             |
| 2018               | Apeldoorn (Países Bajos) | Medalla de oro    | Persecución por equipos |
| 2019               | Pruszków (Polonia)       | Medalla de plata  | Persecución por equipos |
| 2021               | Roubaix (Francia)        | Medalla de bronce | Persecución por equipos |
| 2024               | Ballerup (Dinamarca)     | Medalla de plata  | Persecución por equipos |
| Campeonato Europeo |                          |                   |                         |
| Año                | Lugar                    | Medalla           | Competición             |
| 2018               | Glasgow (Reino Unido)    | Medalla de bronce | Persecución por equipos |
| 2019               | Apeldoorn (Países Bajos) | Medalla de bronce | Persecución por equipos |
| 2021               | Grenchen (Suiza)         | Medalla de bronce | Persecución por equipos |
| 2022               | Múnich (Alemania)        | Medalla de bronce | Persecución por equipos |
| 2023               | Grenchen (Suiza)         | Medalla de plata  | Persecución por equipos |
| 2024               | Apeldoorn (Países Bajos) | Medalla de oro    | Persecución por equipos |
| 2024               | Apeldoorn (Países Bajos) | Medalla de plata  | Persecución individual  |